# باشگاه فوتبال خوارز
باشگاه فوتبال خوارز (انگلیسی: FC Juárez) یک باشگاه فوتبال در دسته برتر فوتبال مکزیک می باشد.